# Niedere Börde
Niedere Börde település Németországban, azon belül Szász-Anhalt tartományban. Lakosainak száma 6864 fő (2023. december 31.).

## Népesség
A település népességének változása:
| Lakosok száma | 7214 | 7128 | 7113 | 7037 | 6979 | 6864 |
|               | 2015 | 2017 | 2019 | 2021 | 2022 | 2023 |